# カンタリール
カンタリール（Cantareel） は、日本の音楽家・発明家である石橋敬三によって開発された、アコースティックギター用の物理アタッチメントである。 ギターに装着することで、ハーディ・ガーディやヴァイオリンのような持続的な擦弦音を得ることが可能となる。手動で回転させるホイールと摩擦ループにより音を発生させる構造を採っている。

## 仕組み
カンタリールは、回転するホイールによって松脂を塗布した柔軟な摩擦ループを駆動し、ギターの弦に接触させることで連続的な振動を生じさせる構造を持つ。装着に際してギター本体の改造は不要であり、第6弦および第1弦をアーム部に設けられたフックに引っかけることで、装置を固定することができる。

## 背景
ギターは本来、撥弦楽器であるが、その中で持続音や擦弦的な表現を志向する演奏者も少なくない。過去には、ジミー・ペイジによるバイオリン弓の使用をはじめ、The Gizmoや EBowなどの装置を用いた試みも見られた。しかし、これらの方法は電気的な処理や演奏スタイルの制約を伴い、表現の幅が限定される傾向があった。
カンタリールは、これらの先行事例を踏まえつつ、それらを機械的かつ非電子的な手法で発展させたものである。特に、中世ヨーロッパの擦弦楽器であるハーディ・ガーディに着想を得た手回し式のホイール機構は、音の持続性だけでなく、演奏における身体的感覚の拡張も意図されている。
ハーディ・ガーディでは、弦がホイールの円周上に配置されるのに対し、ギターの弦は共鳴板に平行に張られているため、同様の機構をギターに適用する際は以前より大規模な改造が必要とされてきた。カンタリールでは、ホイールに加えて柔軟性のある摩擦ループを組み合わせることでこの構造上の課題を克服し、ギター本体に改造を加えることなく、擦弦的な持続音の生成を可能としている。

## 評価
2025年7月3日に公開された最初のデモ演奏動画(The Water Is Wide)は、現時点で118万回以上の再生を記録している。また、以下のような海外メディアで紹介されている。 
- Hackaday: "The Cantareel Is Hurdy-Guitar Turned Inside Out" (July 12, 2025)
- guitarbomb.com: "Japanese Innovator Transforms Guitar into Hurdy Gurdy Hybrid" (July 16, 2025)
- Laughing Squid: "A Clever Wheeled Guitar Attachment..." (July 15, 2025)
- The Awesomer: "Playing the Cantareel" (July 10, 2025)

その他Srivax、BigBangMexicoなどでも紹介されている。 